# La musica è finita (album)
| Recensione | Giudizio |
| ---------- | -------- |
| Ondarock   | 7,5/10   |
| Rockol     | 8/10     |

La musica è finita è il quarto album in studio del cantautore italiano Motta, pubblicato il 27 ottobre 2023.

## Tracce
Testi e musiche di Francesco Motta, eccetto dove indicato.
1. Anime perse – 3:46
2. Per non pensarci più – 3:04
3. Titoli di coda (con Willie Peyote) – 3:08 (testo: Francesco Motta, Willie Peyote)
4. Alice (con Giovanni Truppi) – 3:24
5. Intervallo – 1:08
6. La musica è finita – 3:19
7. Scusa (con Jeremiah Fraites) – 4:08 (musica: Jeremiah Fraites, Francesco Motta)
8. Maledetta voglia di felicità (con Ginevra) – 3:01
9. Se non avessi avuto te – 3:26
10. Quello che ancora non c'è – 4:22

Traccia bonus nell'edizione streaming
1. Per sempre – 3:54